# Corcelles-lès-Cîteaux
Corcelles-lès-Cîteaux – miejscowość i gmina we Francji, w regionie Burgundia-Franche-Comté, w departamencie Côte-d’Or.
Według danych na rok 1990 gminę zamieszkiwało 525 osób, a gęstość zaludnienia wynosiła 78 osób/km² (wśród 2044 gmin Burgundii Corcelles-lès-Cîteaux plasuje się na 438. miejscu pod względem liczby ludności, natomiast pod względem powierzchni na miejscu 1128.).